# Carex leiorhyncha
Carex leiorhyncha är en halvgräsart som beskrevs av Carl Anton von Meyer. Carex leiorhyncha ingår i släktet starrar, och familjen halvgräs. Inga underarter finns listade i Catalogue of Life.